# Creutzwald
Creutzwald település Franciaországban, Moselle megyében. Lakosainak száma 12 389 fő (2022. január 1.). Creutzwald Carling, Falck, Guerting, Ham-sous-Varsberg, Merten és Diesen községekkel határos.

## Népesség
A település népességének változása:
| Lakosok száma | 14 471 | 15 060 | 15 169 | 13 655 | 13 434 | 13 255 | 13 095 | 13 042 | 12 772 | 12 389 |
|               | 1968   | 1982   | 1990   | 2006   | 2013   | 2015   | 2017   | 2019   | 2020   | 2022   |